# トニ・クロース
トニ・クロース（独: Toni Kroos, 1990年1月4日 - ）は、東ドイツ・グライフスヴァルト出身の元サッカー選手、実業家。元ドイツ代表。現役時代のポジションはミッドフィールダー。

## 概要
FCバイエルン・ミュンヘンではブンデスリーガやDFBポカールなどの国内タイトルのほか、UEFAチャンピオンズリーグやFIFAクラブワールドカップなどの国際タイトルも獲得した。2014年に移籍したレアル・マドリードでもプリメーラ・ディビシオンやスーペルコパ・デ・エスパーニャ、UEFAチャンピオンズリーグ、FIFAクラブワールドカップを手にした。通算最多タイとなる6度のチャンピオンズリーグ制覇を達成しており、ドイツ人選手として歴代最多タイトル保持者でもある。
ドイツ代表としても2020年に100試合出場を達成。2014年にはFIFAワールドカップで優勝を経験し、同大会ではドリームチームにも選ばれた。
トーニ・クロースと表記されることもある。

## クラブ経歴

### 幼少期
ドイツ北部の都市グライフスヴァルトで生まれたクロースは、地元クラブのグライフスヴァルダーでユースチームを指導する実父の下でサッカーを始め、その後父がハンザ・ロストックに職場を変えるとクロースも弟フェリックスと共にロストックへ移籍した。
リヴァプールFCやレアル・マドリード、ユヴェントスFC、ACミラン、アヤックスなども参加したイタリアでの16歳以下の大会で大きな注目を浴びた。2006年、チェルシーFCなどからの誘いを断り、毎年1軍がロストックで遠征試合を行なうことを条件にバイエルン・ミュンヘンのユースに加入した。

### バイエルン・ミュンヘン
プロ契約したクロースは最初はアマチュアリーグでプレーしていたが、間もなくプロと一緒に練習を始めた。
ブンデスリーガデビューとなった2007年9月26日のエネルギー・コットブス戦では、わずか18分間の出場で2アシストを記録する衝撃のデビューとなった。更にUEFAカップデビューとなったアウェイのレッドスター・ベオグラード戦では1点リードされた状況の81分に登場し、1ゴール1アシストの活躍で勝利に導いた。バイエルンは、マスコミにクロースのインタビューを無期限に禁止するなど成長をサポートした。

#### レバークーゼンへのレンタル移籍
しかし、バイエルンのレギュラー陣に割って入るには至らず、より出場機会を得るために2009年1月より2010年6月までのレンタル移籍でバイエル・レバークーゼンに加入した。2009年4月18日のVfLヴォルフスブルク戦でブンデスリーガ初得点を記録。シーズン終了後にはバイエルンと2010年まで契約を延長し、またレヴァークーゼンへのレンタルも2010年7月までに延長された。2009-10シーズンは開幕から主力としてプレーし、シュテファン・キースリングとともにゴールを量産し、レヴァークーゼンの首位ターンに貢献した。前半戦最終節である2009年12月22日のボルシアMG戦後、バイエルンの名誉会長でもあるフランツ・ベッケンバウアーは、ビルト紙にて「トニ・クロースはここまでの最優秀選手だ。私は常に彼が新しいバラックになると感じていたんだ。彼は予想以上のプレーを見せているよ」と称賛した。そのシーズンは、キッカーによるブンデスリーガのシーズンベストイレブンに選出された。

#### バイエルン復帰
バイエルン復帰後、期待通りの成績を残せなかったが、レヴァークーゼン時代の監督だったユップ・ハインケスがバイエルンの監督に就任すると中心選手の一人に成長した。
2012-13シーズンはハビ・マルティネスとともに中盤で重要な役割を担い、史上最速28節終了時点でのリーグ優勝を達成。他にもクラブはDFBポカールやUEFAチャンピオンズリーグのタイトルも獲得したが、クロースは怪我のため両大会の決勝に出場することは出来なかった。
翌シーズンも2014年3月25日のヘルタ・ベルリン戦で得点を挙げ、3-1での勝利に貢献。同試合でバイエルンはリーグ優勝を決め、ブンデスリーガ連覇を果たした。一方で、バイエルンとの契約延長交渉が給与面などで難航、クラブやジョゼップ・グアルディオラ監督との関係が悪化していった。

### レアル・マドリード

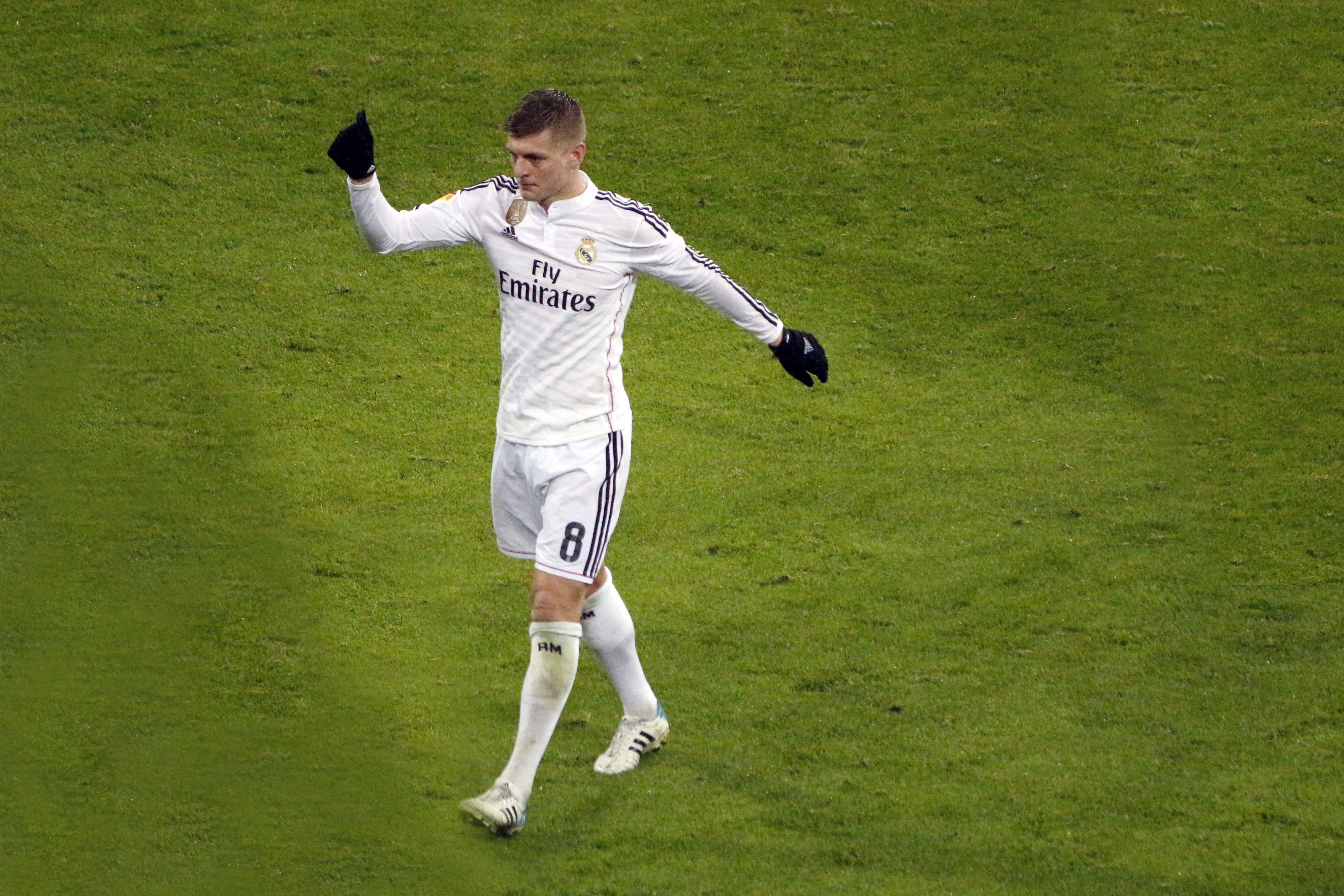
アトレティコ・マドリード戦でのクロース (2015年)

2014年7月17日、6年契約でレアル・マドリードへの移籍が決定。背番号は8番。公式戦初出場となったUEFAスーパーカップのセビージャFC戦では、両チーム通じてトップとなるパス成功率96%を記録した。入れ替わるようにバイエルンへ移籍したシャビ・アロンソと同じ中盤の底のポジションでレギュラーに定着し、11月9日の第11節ラージョ・バジェカーノ戦で、移籍後初ゴールを含む1得点2アシストの活躍をした。移籍初年度は、リーガ・エスパニョーラ所属クラブの選手で唯一シーズン総パス成功数が3000本を超えており、シーズンを通して92%のパスを成功させた。
2015-16シーズン、レギュラーとしてチャンピオンズリーグ優勝に貢献、二つのクラブで優勝を経験した初のドイツ人プレーヤーとなった。2016年1月3日、バレンシアCF戦でパス成功率100％を記録した。
2016年10月12日、レアル・マドリードと2022年までの新契約を結んだことが発表された。同シーズンは、リーガ優勝とともに史上初となるチャンピオンズリーグ連覇を達成した。2017年から始まったIFFHS選出の男子サッカー年間ベストイレブンに選ばれた。
2018-19シーズンのリーグ開幕戦となるヘタフェCFでは118本のパスのうち116本を成功させ、100本以上のパスを記録した選手の中でレアル・マドリード史上最高のパス成功率を記録した。12月にはFIFAクラブワールドカップを再び獲得。通算5度の同タイトル獲得は歴代最多であり、過去6年間で5度優勝した。2019年5月、レアル・マドリードとの契約を2023年6月まで延長した。
2019年10月23日、UEFAチャンピオンズリーグのガラタサライSK戦でCL通算100試合目の出場を果たした。2020年1月8日、スーペルコパ・デ・エスパーニャ準決勝のバレンシア戦で、コーナーキックから直接ゴールを挙げてチームの決勝進出に貢献した。2度目となるリーガ優勝を達成し、自身も2016-17シーズン以来2度目となるUEFA選出ラ・リーガベストイレブンに選ばれた。
2023年6月、クラブから2024年6月30日までの契約延長合意が発表され、レアル・マドリードでの10シーズン目を迎えることが決まった。
かねてよりトップレベルのまま現役を退くこととレアル・マドリードで現役を引退することを明言していたが、2024年5月21日に2023-24シーズン終了後のUEFA EURO 2024を最後に現役を引退することを発表した。レアル・マドリード最終戦となったボルシア・ドルトムントとのUEFAチャンピオンズリーグ決勝でも勝利し、6度目の欧州制覇をタイトルに加えた。なお、6度の欧州制覇はチームメイトのダニ・カルバハル、ルカ・モドリッチ、ナチョ・フェルナンデスのほかクラブOBのフランシスコ・ヘントも達成しているが、異なる複数のクラブに亘って記録を達成したのはクロースのみである。チャンピオンズリーグの優勝セレモニーでは、自身が長らく背負った背番号8の後継者としてフェデリコ・バルベルデを指名した。

## 代表経歴

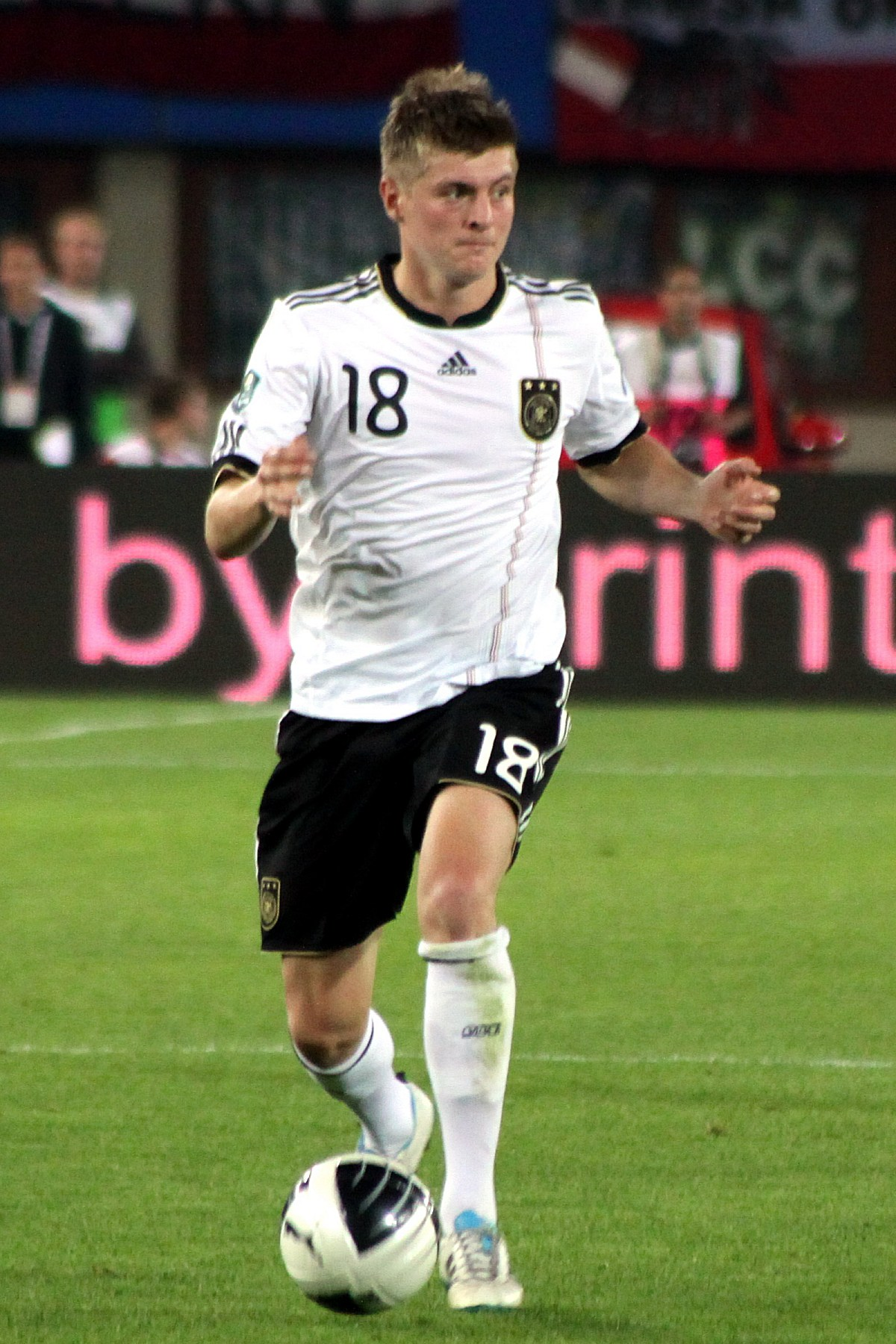
ドイツ代表でプレーするクロース (2011年)

U-17ドイツ代表として2007 FIFA U-17ワールドカップに出場、中心選手として5得点4アシストの活躍でドイツを3位に導き、ゴールデンボール賞（大会MVP）を受賞した。その後も各世代の代表でプレーし、2010年3月3日にアルゼンチンとの親善試合でA代表デビューを果たした。
2010 FIFAワールドカップ・南アフリカ大会の代表メンバーに選出され、2010年6月23日、グループリーグ第3戦のガーナ戦で途中出場し、ワールドカップ初出場を果たした。
2011年9月6日のポーランドとの親善試合で代表初得点を挙げた。
2012年UEFA EURO 2012のメンバーに招集された。グループリーグは、全3試合とも途中交代で終盤から出場した。決勝トーナメントでは、ギリシャとの準々決勝では出場機会は無かったものの、イタリアとの準決勝ではスターティングメンバーに抜擢されアンドレア・ピルロのマンマークについたが、この試合にドイツは1-2で敗れ、大会を去ることとなった。
2014年、ワールドカップブラジル大会でも代表メンバーに選出され、グループリーグから決勝までの7試合すべてに出場。準決勝のブラジル戦では前半24分、26分と2分間で2ゴールを奪い、FIFAが選ぶマン・オブ・ザ・マッチに選ばれた。大会ではフアン・クアドラードと並ぶ4アシストを記録したほか、FIFAが分析システムを使用して採点した「カストロール・インデックス」では、同大会に出場した選手では最高評価となる9.79ポイントを得ている。ヨハン・クライフもワールドカップでの活躍を絶賛し、同年のFIFAバロンドールにおいて最終候補に入らなかったことに異議を唱えた。
今までドイツ代表で10番として活躍していたルーカス・ポドルスキが代表を引退した事によりメスト・エジルが10番を着用することになったため、それまでエジルが代表で背負っていた背番号でありレアル・マドリーと同じ背番号の8番を継承した。
2018年、ワールドカップロシア大会ではグループリーグ初戦のメキシコに敗れた。2戦目のスウェーデン代表戦では、後半ロスタイムにクロースのフリーキックでの勝ち越しゴールにより勝利したが、最終戦で韓国に敗れグループリーグ敗退となった。
2020年10月13日、UEFAネーションズリーグ、第4節スイス戦で代表通算100試合出場を達成した。
2021年7月2日、UEFA EURO 2020の決勝トーナメント1回戦でイングランドに敗戦後、自身のSNSで代表引退を表明した。
2024年3月、ユリアン・ナーゲルスマン代表監督の求めに応じ、約3年ぶりとなる代表複帰を表明。代表複帰戦となった3月23日のフランスとの親善試合でフロリアン・ヴィルツの開始7秒弾をアシスト。
2024年5月21日、母国ドイツ開催のUEFA EURO 2024終了後に現役を引退することを発表した。
2024年7月6日、UEFA EURO 2024ノックアウトステージ・準々決勝でスペインに敗れ、現役を引退した。クロースは「もちろん、負けるまいと全力を尽くした試合だった。惜しかったからこそ、より悔しい。みんながステップアップできたのだから、みんな誇りに思うことができると思う。ドイツサッカーに再び希望を与えることができたのだから。しかし、もう少し上に行きたかったので、非常に残念だ」「今、（自身のラストマッチより）敗退したという事実が何よりも重要だ。僕らには大きな目標があったからね。そして、その夢は砕け散ってしまった。たとえ数日後に、いい試合をしたと気づいたとしてもね。非常に苦しい」と残し、約16年の現役生活に幕を閉じた。

## 現役引退後
引退後も子供の学業のこともあって引き続きマドリードに在住しており、自身が設立したサッカースクールの運営や現役時代のクロースの代理人を務めていたスポーツエージェント会社「Sports360 GmbH」の株主に名を連ねるなど実業家として活動している。
また2025年5月24日、シーズン終了後のレアル・マドリード退団が決定し、本拠地での最終戦を終えた盟友・モドリッチのために会場に駆けつけており、途中交代でピッチから去るモドリッチを労った。同年6月7日に行われたレアル・マドリードOB対ボルシア・ドルトムントOBのチャリティーマッチにも、クロースはレアル・マドリードOBとして出場、約1年ぶりのサンティアゴ・ベルナベウ帰還となった。

## プレースタイル
長短での高いパス精度を誇っている。ラ・リーガでプレーした10年間で毎年パス成功率92%超えを記録。通算パス成功率は94%を誇り、試合のリズムを創る正確なプレーは、しばしばメトロノームに喩えられる。
パスだけでなく、カーブをかけたグラウンダーのインサイドキックでコースを狙うシュートも得意とする。
元FCバルセロナのシャビ・エルナンデスはクロースについて、「クロースはマドリーのエンジンだね。彼のプレイスタイルは多くの部分で僕を思わせるところがある。彼はフィールド上では僕の後継者のようだよ」と評価している。また、元マンチェスター・ユナイテッドのポール・スコールズは「パサーとしてゲームをコントロールするプレイヤーならばよりクロースに近い。彼は人と物理的に関わっていないのに、いろいろなところでゴールを決める」「世界最高のパサーだ。私は本当にクロースが好きだし、キャリアの終わりが近づいた時には彼のプレイをしっかりと見て参考にしようとしたんだ。」と語った。
ヨハン・クライフも「クロースはワンダフルだ。彼のプレーは正しいことばかり。彼のパスのペースは素晴らしい。すべてが見えているね。完璧に近い」と称賛している。

## 評価・エピソード
ユップ・ハインケスは「クロースの可能性は無限大」と評価している。クロースがバイエルンのトップチームに昇格した際、ジョゼ・ロベルト・ダ・シウヴァ・ジュニオルは「あの子のテクニックはまるでブラジル人のようだ。あんな17歳は見たことないよ。練習態度も真面目で特別な選手になるだろう」と評価している。カルロ・アンチェロッティは「クロースはとてつもない才能の持ち主だ。プレーのすべてが予測できない。走力に優れ、スペースに入り込む能力は稀に見るものがある」「お気に入りの選手」とフットボリスタのインタビューでコメントしている。バイエルンでのチームメイトであるフランク・リベリーは「クロースが10番としてプレーすれば、私にとって非常にプラスになる。ボールが持てて、良いパスも出せる。私にとっての10番はクロースだ」と評価している。
また、2012年3月17日のヘルタ・ベルリン戦ではフリーキックの際に試合中にじゃんけんをし、グーのクロースにパーで勝ったリベリがキッカーとなった。マリオ・ゲッツェとは親友で、ドイツ代表合宿でゲッツェがクロースにバイエルン移籍希望を打ち明けたことをクロースがバイエルン上層部に報告。これがきっかけとなりボルシア・ドルトムントからの電撃移籍が決定した、というエピソードをワールドサッカーダイジェストが紹介している。
2014年夏にレアル・マドリードに移籍することになるが、その少し前の時点ではマンチェスター・ユナイテッドFCへの移籍が口頭合意していたと自身で述べている。しかし直接面談をした相手であるデイヴィッド・モイーズが監督を解任されルイ・ファン・ハールが新監督となったことでこの話はストップし破談。2014 FIFAワールドカップ期間中にレアル・マドリードのカルロ・アンチェロッティから声がかかったことにより新たに交渉が始まった。
レアル・マドリードでクロースを指導したジネディーヌ・ジダンは「彼のポジションで世界最高の1人であり、スペクタクルな選手だ。クロースを指導できて私は幸せだよ」「彼がトレーニングしている姿は印象的で、真のプロフェッショナルだ。彼について語るということは、並外れた人物について語るということだ」「両足ともハイレベルで容易にプレーする点も魅力で、元々左利きの選手だと思われてもおかしくない」と賛辞を述べている。
現役を長く続けることにこだわりを持っておらず、2016年にレアル・マドリードとの契約を2022年までに延長した後に「トップパフォーマンスを維持した状態の時が、やめる正しいタイミングと考えている」と語っており、1年の契約延長を行った後も「（僕のキャリアは）ずっと長くは続かないよ。38歳になるまでには、もうプレーしていないだろうね」と話している。
2013年にバイエルンの一員でFIFAクラブワールドカップ2013を、その翌年にはドイツ代表の一員で2014 FIFAワールドカップを、その後レアル・マドリードの一員としてFIFAクラブワールドカップ2014を制し、365日のうちに3度世界一を経験した。なお、ドイツ人で異なる2つのクラブで世界一になったサッカー選手はクロースが唯一である。

## 人物
- NBAのダラス・マーベリックスのファンである。
- 弟にかつて1.FCウニオン・ベルリンでプレーしていたフェリックス・クロースがいる。
- 2013年8月14日に第一子となる長男が誕生した[55]。
- ロビー・ウィリアムズのファンであり、ドイツ国内で公開されたクロースのドキュメンタリー映画にも出演した[56]。また、ロジャー・フェデラーのファンも公言しており、史上最高のアスリートとしてフェデラーを挙げている[57]。
- 2017年1月1日、twitterにて新年を祝う画像を投稿。しかし、その画像の「フェリス（スペイン語でハッピー）2017」と記されるべきところで、1と7の部分がブラジルとドイツの国旗になっていた。これが2014 FIFAワールドカップ準決勝ブラジル対ドイツの点差である1-7を意味していると推察され、問題視された。クロースのチームメイトであるブラジル人選手マルセロもこの投稿を受けてか「いつだって人には敬意を！」とツイートし、クロースはその後「ちょっとしたジョークが大きな注目を集めてしまったね。みんなの幸せと健康を願っている」とツイートしている[58]。

## 個人成績
| クラブ                 | シーズン | リーグ         | リーグ戦 | リーグ戦 | カップ戦 | カップ戦 | 国際大会 | 国際大会 | その他 | その他 | 合計 | 合計 |
| クラブ                 | シーズン | リーグ         | 出場     | 得点     | 出場     | 得点     | 出場     | 得点     | 出場   | 得点   | 出場 | 得点 |
| ---------------------- | -------- | -------------- | -------- | -------- | -------- | -------- | -------- | -------- | ------ | ------ | ---- | ---- |
| バイエルン・ミュンヘン | 2007-08  | ブンデスリーガ | 12       | 0        | 2        | 0        | 6        | 1        | 0      | 0      | 20   | 1    |
| バイエルン・ミュンヘン | 2008-09  | ブンデスリーガ | 7        | 0        | 1        | 1        | 1        | 0        | 0      | 0      | 9    | 1    |
| バイエルン・ミュンヘン | 通算     | 通算           | 19       | 0        | 3        | 1        | 7        | 1        | 0      | 0      | 29   | 2    |
| レバークーゼン         | 2008-09  | ブンデスリーガ | 10       | 1        | 3        | 0        | -        | -        | 0      | 0      | 13   | 1    |
| レバークーゼン         | 2009-10  | ブンデスリーガ | 33       | 9        | 2        | 0        | -        | -        | 0      | 0      | 35   | 9    |
| レバークーゼン         | 通算     | 通算           | 43       | 10       | 5        | 0        | -        | -        | 0      | 0      | 48   | 10   |
| バイエルン・ミュンヘン | 2010-11  | ブンデスリーガ | 27       | 1        | 3        | 1        | 7        | 1        | 0      | 0      | 37   | 3    |
| バイエルン・ミュンヘン | 2011-12  | ブンデスリーガ | 31       | 4        | 6        | 1        | 14       | 2        | 0      | 0      | 51   | 7    |
| バイエルン・ミュンヘン | 2012-13  | ブンデスリーガ | 24       | 6        | 3        | 0        | 9        | 3        | 1      | 0      | 37   | 9    |
| バイエルン・ミュンヘン | 2013-14  | ブンデスリーガ | 29       | 2        | 6        | 1        | 12       | 1        | 4      | 0      | 51   | 4    |
| バイエルン・ミュンヘン | 通算     | 通算           | 111      | 13       | 18       | 3        | 42       | 7        | 5      | 0      | 176  | 23   |
| レアル・マドリード     | 2014-15  | プリメーラ     | 36       | 2        | 2        | 0        | 12       | 0        | 5      | 0      | 55   | 2    |
| レアル・マドリード     | 2015-16  | プリメーラ     | 32       | 1        | 0        | 0        | 12       | 0        | 0      | 0      | 44   | 1    |
| レアル・マドリード     | 2016-17  | プリメーラ     | 29       | 3        | 5        | 0        | 12       | 1        | 2      | 0      | 48   | 4    |
| レアル・マドリード     | 2017-18  | プリメーラ     | 27       | 5        | 0        | 0        | 12       | 0        | 4      | 0      | 43   | 5    |
| レアル・マドリード     | 2018-19  | プリメーラ     | 28       | 0        | 4        | 0        | 8        | 1        | 3      | 0      | 43   | 1    |
| レアル・マドリード     | 2019-20  | プリメーラ     | 35       | 4        | 2        | 0        | 6        | 1        | 2      | 1      | 45   | 6    |
| レアル・マドリード     | 2020-21  | プリメーラ     | 28       | 3        | 1        | 0        | 12       | 0        | 1      | 0      | 42   | 3    |
| レアル・マドリード     | 2021-22  | プリメーラ     | 28       | 1        | 3        | 0        | 12       | 2        | 2      | 0      | 45   | 3    |
| レアル・マドリード     | 2022-23  | プリメーラ     | 30       | 2        | 5        | 0        | 12       | 0        | 5      | 0      | 52   | 2    |
| レアル・マドリード     | 2023-24  | プリメーラ     | 33       | 1        | 1        | 0        | 12       | 0        | 2      | 0      | 48   | 1    |
| レアル・マドリード     | 通算     | 通算           | 306      | 22       | 23       | 0        | 110      | 5        | 26     | 1      | 465  | 28   |
| 総通算                 | 総通算   | 総通算         | 479      | 45       | 49       | 4        | 159      | 13       | 31     | 1      | 718  | 63   |

| クラブ                   | シーズン | リーグ           | リーグ戦 | リーグ戦 | 合計 | 合計 |
| クラブ                   | シーズン | リーグ           | 出場     | 得点     | 出場 | 得点 |
| ------------------------ | -------- | ---------------- | -------- | -------- | ---- | ---- |
| バイエルン・ミュンヘンII | 2007-08  | レギオナルリーガ | 12       | 3        | 12   | 3    |
| バイエルン・ミュンヘンII | 2008-09  | 3.リーガ         | 1        | 1        | 1    | 1    |
| 総通算                   | 総通算   | 総通算           | 13       | 4        | 13   | 4    |

## 代表歴

### 出場大会
- ドイツU-17代表
  - 2007年 - 2007 FIFA U-17ワールドカップ（3位）
- ドイツ代表
  - 2010年 - 2010 FIFAワールドカップ（3位）
  - 2012年 - UEFA EURO 2012（ベスト4）
  - 2014年 - 2014 FIFAワールドカップ（優勝）
  - 2016年 - UEFA EURO 2016（ベスト4）
  - 2018年 - 2018 FIFAワールドカップ（グループリーグ敗退）
  - 2018年 - UEFAネーションズリーグ2018-19
  - 2021年 - UEFA EURO 2020（ベスト16）
  - 2024年 - UEFA EURO 2024（ベスト8）

### 試合数
- 国際Aマッチ 114試合 17得点（2010年-2024年）[59]

| ドイツ代表 | 国際Aマッチ | 国際Aマッチ |
| 年         | 出場        | 得点        |
| ---------- | ----------- | ----------- |
| 2010       | 13          | 0           |
| 2011       | 11          | 2           |
| 2012       | 10          | 2           |
| 2013       | 7           | 1           |
| 2014       | 16          | 4           |
| 2015       | 5           | 0           |
| 2016       | 12          | 3           |
| 2017       | 6           | 0           |
| 2018       | 11          | 2           |
| 2019       | 5           | 3           |
| 2020       | 5           | 0           |
| 2021       | 5           | 0           |
| 2024       | 8           | 0           |
| 通算       | 114         | 17          |

### 得点
| #   | 開催日         | 開催地                                                             | 対戦国       | スコア | 結果 | 大会                          |
| --- | -------------- | ------------------------------------------------------------------ | ------------ | ------ | ---- | ----------------------------- |
| 1   | 2011年9月6日   | グダニスク、PGEアリーナ・グダニスク                                | ポーランド   | 1–1    | 2–2  | 親善試合                      |
| 2   | 2011年11月11日 | キエフ、オリンピスキ・スタジアム                                   | ウクライナ   | 2–1    | 3–3  | 親善試合                      |
| 3   | 2012年10月12日 | ダブリン、アビバ・スタジアム                                       | アイルランド | 0–5    | 1–6  | 2014 FIFAワールドカップ予選   |
| 4   | 2012年10月12日 | ダブリン、アビバ・スタジアム                                       | アイルランド | 0–6    | 1–6  | 2014 FIFAワールドカップ予選   |
| 5   | 2013年9月6日   | ミュンヘン、アリアンツ・アレーナ                                   | オーストリア | 2–0    | 3–0  | 2014 FIFAワールドカップ予選   |
| 6   | 2014年7月8日   | ベロオリゾンテ、エスタジオ・ゴベルナドール・マガリャンイス・ピント | ブラジル     | 0–3    | 1–7  | 2014 FIFAワールドカップ       |
| 7   | 2014年7月8日   | ベロオリゾンテ、エスタジオ・ゴベルナドール・マガリャンイス・ピント | ブラジル     | 0–4    | 1–7  | 2014 FIFAワールドカップ       |
| 8   | 2014年10月14日 | ゲルゼンキルヒェン、フェルティンス・アレーナ                       | アイルランド | 1–0    | 1–1  | UEFA EURO 2016予選            |
| 9   | 2014年11月18日 | ビーゴ、エスタディオ・デ・バライードス                             | スペイン     | 0–1    | 0–1  | 親善試合                      |
| 10  | 2016年3月26日  | ベルリン、ベルリン・オリンピアシュタディオン                       | イングランド | 1–0    | 2–3  | 親善試合                      |
| 11  | 2016年3月29日  | ミュンヘン、アリアンツ・アレーナ                                   | イタリア     | 1–0    | 4–1  | 親善試合                      |
| 12  | 2016年10月8日  | ハンブルク、フォルクスパルクシュタディオン                         | チェコ       | 2–0    | 3–0  | 2018 FIFAワールドカップ予選   |
| 13  | 2018年6月25日  | ソチ、フィシュト・オリンピックスタジアム                           | スウェーデン | 2–1    | 2–1  | 2018 FIFAワールドカップ       |
| 14. | 2018年10月16日 | サン＝ドニ、スタッド・ド・フランス                                 | フランス     | 0–1    | 1-2  | UEFAネーションズリーグ2018-19 |
| 15  | 2019年9月6日   | ハンブルク、フォルクスパルクシュタディオン                         | オランダ     | 2–2    | 2–4  | UEFA EURO 2020予選            |
| 16  | 2019年11月16日 | メンヒェングラートバッハ、シュタディオン・イム・ボルシア・パルク   | ベラルーシ   | 3–0    | 4–0  | UEFA EURO 2020予選            |
| 17  | 2019年11月16日 | メンヒェングラートバッハ、シュタディオン・イム・ボルシア・パルク   | ベラルーシ   | 4–0    | 4–0  | UEFA EURO 2020予選            |

## タイトル

### クラブ
バイエルン・ミュンヘン
- FIFAクラブワールドカップ：1回（2013）
- UEFAチャンピオンズリーグ：1回（2012-13）
- UEFAスーパーカップ：1回（2013）
- ブンデスリーガ：3回（2007-08, 2012-13, 2013-14）
- DFBポカール：3回（2007-08, 2012-13, 2013-14）
- DFLリーガポカール：1回（2007）
- DFLスーパーカップ：2回（2010, 2012）

レアル・マドリード
- FIFAクラブワールドカップ：5回（2014, 2016, 2017, 2018, 2022）
- UEFAスーパーカップ：4回（2014, 2016, 2017, 2022）
- UEFAチャンピオンズリーグ：5回（2015-16, 2016-17, 2017-18, 2021-22, 2023-24）
- プリメーラ・ディビシオン：4回（2016-17, 2019-20, 2021-22, 2023-24）
- コパ・デル・レイ：1回（2022-23）
- スーペルコパ・デ・エスパーニャ：4回（2017, 2019, 2022, 2024）

### 代表

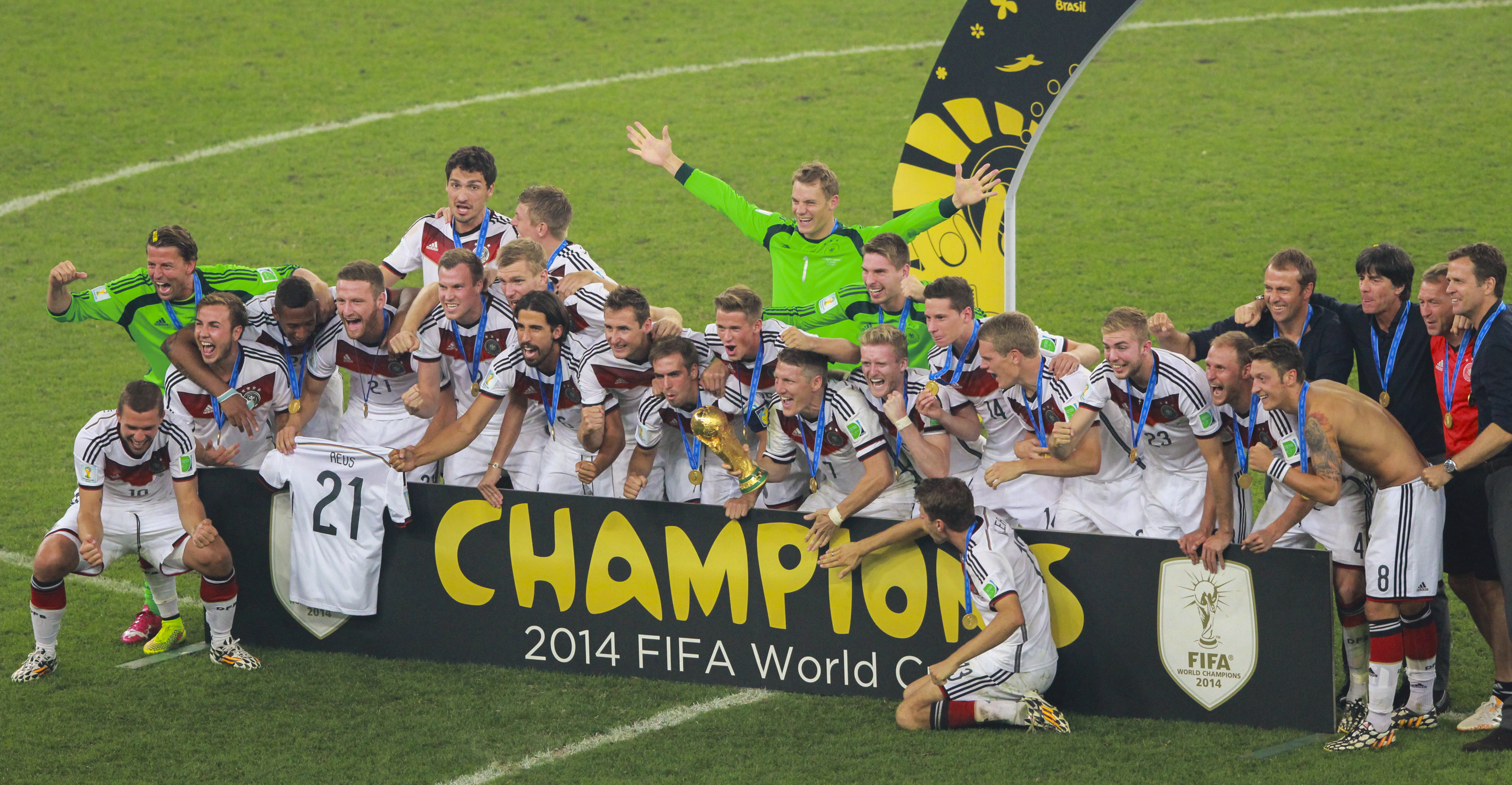
ワールドカップ優勝を祝福するドイツ代表 (2014年)

ドイツ代表
- FIFAワールドカップ：2014

### 個人
- UEFA U-17欧州選手権2006 ゴールデンボール賞
- 2007 FIFA U-17ワールドカップ ゴールデンボール賞
- ブンデスリーガチーム・オブ・ザ・シーズン：2回 (2009-10, 2011-12)
- FIFAワールドカップ ベストイレブン：2014
- UEFAチーム・オブ・ザ・イヤー：3回 (2014, 2016, 2017)
- FIFA/FIFProワールドイレブン：3回 (2014, 2016, 2017, 2024)
- IFFHS選出ベストプレイメーカー：2014[60]
- UEFAチャンピオンズリーグベストチーム：2回 (2013-14, 2014-15[61]2023-24)
- UEFA選出ラ・リーガ ベストイレブン：2回 (2016-17, 2019-20)
- UEFA EURO 2016・ベストイレブン：2016
- IFFHS選出年間ベストイレブン：2017
- ドイツ年間最優秀サッカー選手賞：2018